# Goniurosaurus huuliensis
Goniurosaurus huuliensis (лат.) — вид ящериц из семейства Eublepharidae.

## Распространение
Вьетнам.

## Описание
Фотография. Имеют тёмно-буро окраску с тремя светлыми полосами между поясами конечностей. Сначала был разведён в неволе и только потом научно описан. Населяет карстовые районы, обычно не выше 400 м над уровнем моря. Вероятно, подвержен угрозе исчезновения, так как его места обитания находятся в опасности.